# Sandman – Worlds’ End
Worlds’ End ist die achte Sammlung von Ausgaben der DC-Comics-Serie Sandman, geschrieben von Neil Gaiman, illustriert von Michael Allred, Gary Amaro, Mark Buckingham, Dick Giordano, Tony Harris, Steve Leialoha, Vince Locke, Shea Anton Pensa, Alec Stevens, Bryan Talbot, John Watkiss und Michael Zulli und gelettert von Todd Klein.
Die Einzelgeschichten der Sammlung erschienen zuerst 1993. Die Sammlung erschien als Paperback und Hardcover 1994.

## Inhalt
Die Rahmenhandlung bildet die Geschichte von Brant Tucker und Charlene Mooney, die bei einer gemeinsamen Reise von Seattle nach Chicago in einer Juninacht in einen Schneesturm geraten und, einem Fabelwesen ausweichend, einen schweren Autounfall haben. Charlene wird verletzt und Brant trägt sie, von der Stimme eines Igels geleitet, zu einem versteckten Gasthaus. Worlds’ End, a free house (deutsch: „Ende der Welten, ein freies Haus“) heißt es auf dem Gasthausschild. Es bietet Reisenden zwischen Dimensionen, Zeiten und Reichen Schutz vor „Wirklichkeitsstürmen“, die Folge von kosmologisch wichtigen Ereignissen sind. Im Gasthaus sind die unterschiedlichen Figuren versammelt, darunter der Kentaur Chiron, der die verletzte Charlene heilt. Die Gäste erzählen sich zum Zeitvertreib Geschichten. Stephen Kings Einführung zu diesem Band erwähnt ausdrücklich als Vorbild Geoffrey Chaucers Canterbury Tales. Dies sorgt für gänzlich unterschiedliche Erzählstile und Perspektiven, die auch durch sehr unterschiedliche Zeichenstile repräsentiert werden. Einige dieser Erzählungen sind Rahmenhandlungen weiterer Erzählungen.
Die erste Geschichte („Eine Geschichte aus zwei Städten“) durchbricht den traditionellen Comicstil. Die Story wird ohne Sprechblasen erzählt und präsentiert zu jedem Absatz ein Einzelbild, welches das Erzählte eher kommentiert als abbildet. Die Geschichte handelt von einem Stadtbewohner, der sich eines Tages auf dem Nachhauseweg in seiner Stadt verirrt und nicht mehr herausfindet, bis er entdeckt, dass er in einem Traum der Stadt gelandet ist. Alles ist vertraut, doch nichts ist bekannt.
Die zweite Geschichte („Cluracans Geschichte“) ist eine klassische Fantasy-Erzählung, erzählt von dem Elfen Cluracan (siehe Die Zeit des Nebels). Er wird als Botschafter in die Stadt Aurelia geschickt, um dort die politischen Interessen des Elfenreichs zu repräsentieren. Er prophezeit dem Herrscher über Aurelia ein böses Ende und wird für diese Unverschämtheit eingesperrt. Dream befreit ihn, da Cluracans Schwester Nuala jetzt seine Dienerin ist und ihn darum bat. Cluracan zettelt nach seiner Befreiung einen Aufstand gegen den Herrscher an, dem dieser zum Opfer fällt. Seinen Zuhörern im Gasthaus gesteht er schließlich, dass mehrere Details und Ereignisse seiner Geschichte erfunden sind, und erweist sich damit als unzuverlässiger Erzähler.
Die dritte Geschichte („Hobs Leviathan“) ist eine Seemannserzählung, die von einem Schiffsjungen erzählt wird. Der Höhepunkt ist das Auftauchen einer gigantischen Seeschlange, eines Leviathan. Gegen Ende stellt sich heraus, dass der Erzähler ein Mädchen ist, das sich verkleidet hat, um zur See fahren zu können. In der Geschichte taucht Hob Gadling auf, der Mann, dem Death in Das Puppenhaus versprach, ihn nicht zu holen, bis er es will.
Die vierte Geschichte („Der Goldjunge“) wird Brant nicht im Kreis der anderen Gäste erzählt, sondern allein von einem anderen Reisenden in den oberen Stockwerken des Gasthauses. Sie handelt von einem Amerika, das 1972 nicht Richard Nixon wählt, sondern einen 18-jährigen, parteilosen Jungen namens Prez Rickard, dem Protagonisten einer kurzlebigen DC-Comicserie der 1970er-Jahre. Prez erweist sich als idealer Präsident, der Frieden im Nahen Osten schafft, die Energiekrise löst und Amerika seine Ideale und seine Integrität wieder gibt. Sein Antagonist ist dabei Boss Smiley. Gaiman greift hier eine kurzlebige Comic-Serie der 1970er-Jahre auf, modifiziert sie jedoch: Am Ende stellt sich heraus, dass Prez’ Welt von Boss Smiley geschaffen und kontrolliert wird. Als Prez in dieser Welt stirbt, wird er von Dream gerettet.
Die fünfte Geschichte („Leichentücher“) wird von einem Lehrling der Nekropolis Lithargia erzählt, einer Stadt, die ihr ganzes Dasein auf die Perfektionierung der Kunst der Beerdigung richtet. Ihre Einwohner wissen unzählige Details über Beerdigungsrituale aller nur denkbaren Kulturen und Zivilisationen. Petrefax, der Lehrling, erzählt von einer Aufgabe, die ihm gestellt wurde, und von Geschichten, die ihm während der Erledigung dieser Aufgabe erzählt wurden. Eine dieser Geschichten dreht sich um Destruction, der von einer früheren Nekropolis erzählt, die den Ewigen nicht bei der Beerdigung ihrer Schwester Despair helfen will, woraufhin die Stadt von Destiny zum Untergang verurteilt wird.
Am Schluss erfährt der Leser, welches Ereignis den Realitätssturm ausgelöst hat. Die Gäste des freien Hauses beobachten einen Leichenzug am Himmel, ohne ihn sich erklären zu können. Der Leser wird durch die Darstellung allerdings zu der Vermutung gedrängt, dass hier Dream selbst begraben wird. Die entsprechende Lücke in der Handlung wird vom nächsten Band Sandman – Die Gütigen, dem Finale der Serie, gefüllt.
Charlene Mooney, die selbst keine Geschichte zu erzählen hat, sich aber beschwert, dass alle erzählten Geschichten eine Männerperspektive einnahmen, entschließt sich, im Gasthaus zu bleiben, statt in ihr unglückliches Leben zurückzukehren. Der Band endet damit, dass Brant Tucker in Chicago einer Barkeeperin von ihrem Verschwinden erzählt, bis diese spätnachts ihr Lokal schließt. Der gesamte Text des Bandes erweist sich damit als sein Bericht an die Barkeeperin.